# Skytaly
Skytaly jsou malá vesnice, místní část města Vroutek v okrese Louny. Nachází se asi 5,5 kilometru západně od Vroutku. Skytaly je také název katastrálního území o rozloze 10,3 km².

## Název
Název vesnice je odvozen od slovesa skytati (dávat najevo, podávat), popř. od příjmení Skytal ve významu ves Skytalovy rodiny. V historických pramenech se jméno objevuje ve tvarech: Skytali (1358), Skytal (1369 až okolo 1405), Skytale (1390), „in… Skitalech“ (1392), „in Skytalech“ (1461), Skytaly (1571), „na Skytale“ (1603) a Skytale (1623).

## Historie

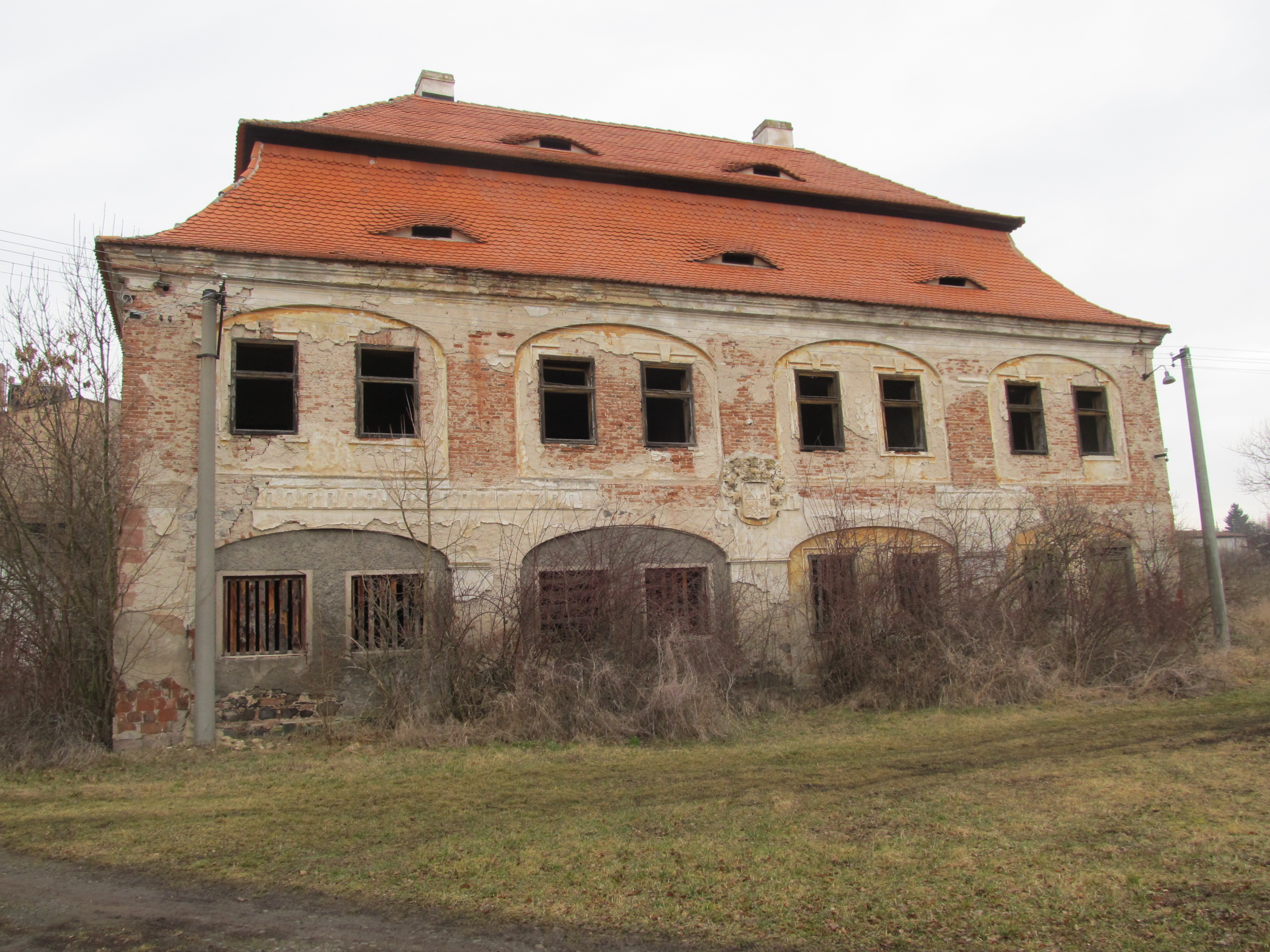
Zámek, stav v roce 2014

První písemná zmínka o vesnici pochází ze 7. ledna 1358. Tehdy Hynek z Krakova, který měl podací právo ke zdejšímu kostelu, do něj za faráře instaloval jakéhosi kněze Havla. Hynek z Krakova sídlil na panském dvoře v Krakově. V roce 1362 se uvádí jako majitel Skytal vladyka Smil ze Mšeného. Dalším známým majitelem Skytal byl v roce 1407 královský číšník Mikuláš Štuk z Tachova. Neznámo kdy se staly Skytaly příslušenstvím nedalekého hradu Křečova. Doloženo to je k roku 1483 a začátkem 16. století.
Od roku 1538 patřily k valečskému panství, ale když v roce 1585 zemřel Kryštof ze Štampachu, rozdělilo se o dědictví jeho šest synů. Jeden z nich, Jan ze Štampachu, vytvořil ze Skytal centrum malého panství a postavil si zde tvrz. První zmínka o ní pochází z roku 1603, kdy ji Jan ze Štampachu prodal svému bratrovi Václavu ze Štampachu, který sídlil na Valči. Jemu byl roku 1622 zabaven majetek za účast na stavovském povstání. O rok později panství koupila Václavova manželka Barbora, rozená z Malešic a Poutnova. Po její smrti v roce 1638 se valečské panství znovu dělilo a Skytaly získal nejmladší syn Jaroslav ze Štampachu. Roku 1670 zdědil i Valeč, u které už vesnice natrvalo zůstala. Panské sídlo ztratilo svou funkci a zaniklo, podobně v 17. století zanikla i místní fara. Původní kostel pocházel ze 14. století, současný jednolodní barokní kostel zasvěcený sv. Markétě byl jako pobočná kaple farnosti Valeč postaven až v letech 1782–1784.

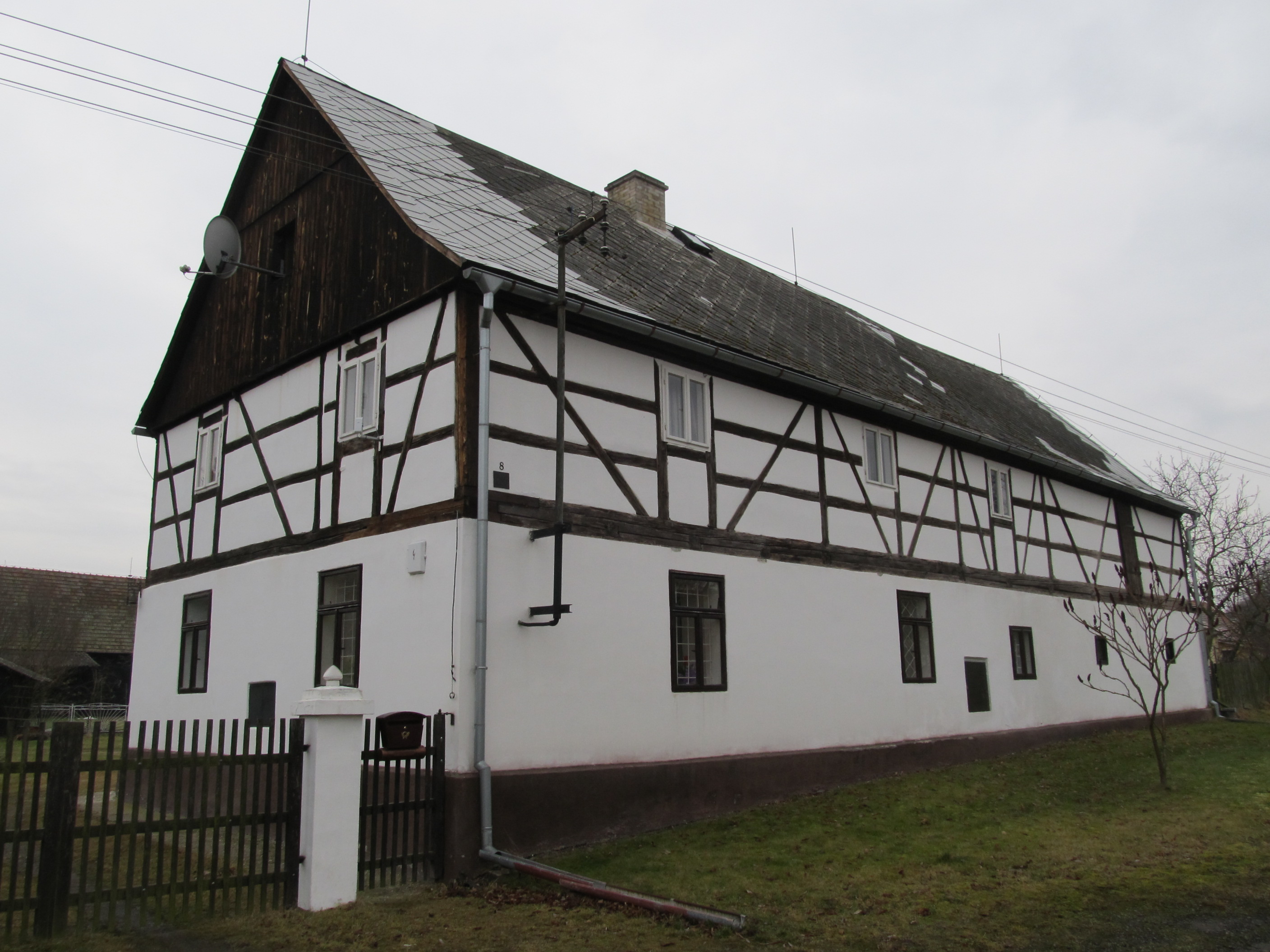
Dům čp. 8

Dvoutřídní škola byla založena roku 1829, do té doby byla obec přiškolena do Libyně. K roku 1900 zde žilo ve 42 domech celkem 284 obyvatel, pouze německé obcovací řeči. Ves postihlo několik požárů, v letech 1910, 1920, 1922 a 1930. Jeden den byl zvláště sváteční pro původní obyvatelstvo, v květnu 1923 zde došlo k odhalení válečného pomníku, bronzové desky se jmény německých občanů padlých v první světové válce. Deska se nyní nachází v muzeu vyhnaných Němců z Podbořanska v bavorském Kronachu. Dne 9. října 1938, vzhledem k obsazení pohraničí Německem, opustili zde bydlící čeští občané ves. Od začátku ledna 1945 procházející utečenci dokládali, že se blíží konec války a 23. června 1945 začali opouštět ves němečtí občané.
Za první republiky ke vsi náležel velký les, z toho 508,61 hektarů leželo v soudním okrese Podbořany. Z převážné části byl v majetku panství Valeč, které v té době patřilo hraběti Thurn von Valsassina. Malá část lesa patřila obci nebo jednotlivým majitelům.

## Přírodní poměry
Skytaly stojí v údolí Mlýneckého potoka otevřeném na východ. Nachází se jeden kilometry od západní hranice okresu Louny a čtrnáct kilometrů jihozápadně od Podbořan. Patřila k nim ovčárna Géla (dnes Dvorek) vzdálená 1,5 kilometru severně a čtyři kilometry severovýchodním směrem vzdálený Kružín. Asi jeden kilometr jižně od Kružína býval kaolinový důl a nedaleko od něj leží lokalita zvaná Na Zámku. Ještě v sedmdesátých letech 19. století se zde nacházely zbytky zdiva, připisované místními zaniklému panskému sídlu.
Na západním úpatí Skytalského vrchu je opuštěná pískovna, v jejíchž stěnách jsou v jílovitých prachovcích patrné výchozy červených pískovců líňského souvrství, mocné od několika centimetrů do jednoho metru, které se ukládaly v meandrujících korytech vodních toků. Jižně od pískovny protéká Vrbičský potok, na němž se nachází Skytalská nádrž.
V katastrálním území se nachází Skytalský a Kružínský vrch (532 metrů, dříve Bremsberg). Oba vrchy patří k Doupovským horám, konkrétně k jejich okrsku Rohozecká vrchovina. Území jihozápadně a západně od Skytalského vrchu, kde stojí Skytaly, patří převážně do Rakovnické pahorkatiny. Kružínský vrch porůstá téměř 350 let stará teplomilná doubrava, ve které rostou hvozdík lesní, hrachor různolistý a vemeník zelanavý.

## Obyvatelstvo
Při sčítání lidu v roce 1921 zde žilo 291 obyvatel (z toho 139 mužů), z nichž bylo pět Čechoslováků, 282 Němců a čtyři cizinci. Kromě jednoho evangelíka a tří židů se hlásili k římskokatolické církvi. Podle sčítání lidu z roku 1930 měla vesnice 273 obyvatel: 43 Čechoslováků, 228 Němců a dva cizince. Převažovali římští katolíci, ale žilo zde také osm evangelíků, jeden člen církve československé a sedm lidí bez vyznání.
|                                                    | 1869 | 1880 | 1890 | 1900 | 1910 | 1921 | 1930 | 1950 | 1961 | 1970 | 1980 | 1991 | 2001 | 2011 |
| -------------------------------------------------- | ---- | ---- | ---- | ---- | ---- | ---- | ---- | ---- | ---- | ---- | ---- | ---- | ---- | ---- |
| Obyvatelé                                          | 316  | 375  | 327  | 284  | 309  | 291  | 273  | 128  | 137  | 78   | 53   | 36   | 24   | 26   |
| Domy                                               | 45   | 47   | 46   | 48   | 46   | 46   | 47   | 43   | 45   | 24   | 22   | 29   | 32   | 19   |
| Počet domů z roku 1961 zahrnuje také domy Vrbičky. |      |      |      |      |      |      |      |      |      |      |      |      |      |      |

## Pamětihodnosti
- Zámek
- Kostel svaté Markéty
- Torzo barokní sochy Madony na vysokém soklu na břehu potoka poblíž zámku (zakonzervovaný originál vrcholové sochy je nyní uložen ve skytalském kostele)
- Hrázděná venkovská usedlost čp. 8
- Hrázděná venkovská usedlost čp. 13[21]
- Lovecký zámeček v Kružíně postavený v roce 1831
- 3 drobné památky - boží muka při vjezdu do obce od Vroutku, pamětní kříž naproti kostelu a pamětní kříž u polní cesty do Dolního Záhoří
- Na Kružínském vrchu byly v roce 2016 objeveny pozůstatky pravěkého hradiště osídleného po krátkou dobu v mladší či spíše pozdní doby halštatské. Celková opevněná plocha měřila 2,5 hektaru. Vnější opevnění tvořené příkopem a valem snad nebylo dokončeno. Z vnitřního opevnění se dochoval nevýrazný val, který je nejspíše pozůstatkem kamenného upevnění palisády.[22] V blízkosti byl na podzim roku 2017 nalezen také soubor 33 bronzových předmětů (zlomky srpů, šídlo, náramek aj.).[23]

## Osobnosti
- Gregor Ritzsch (1584–1643), skytalský rodák, knihtiskař a skladatel

## Galerie

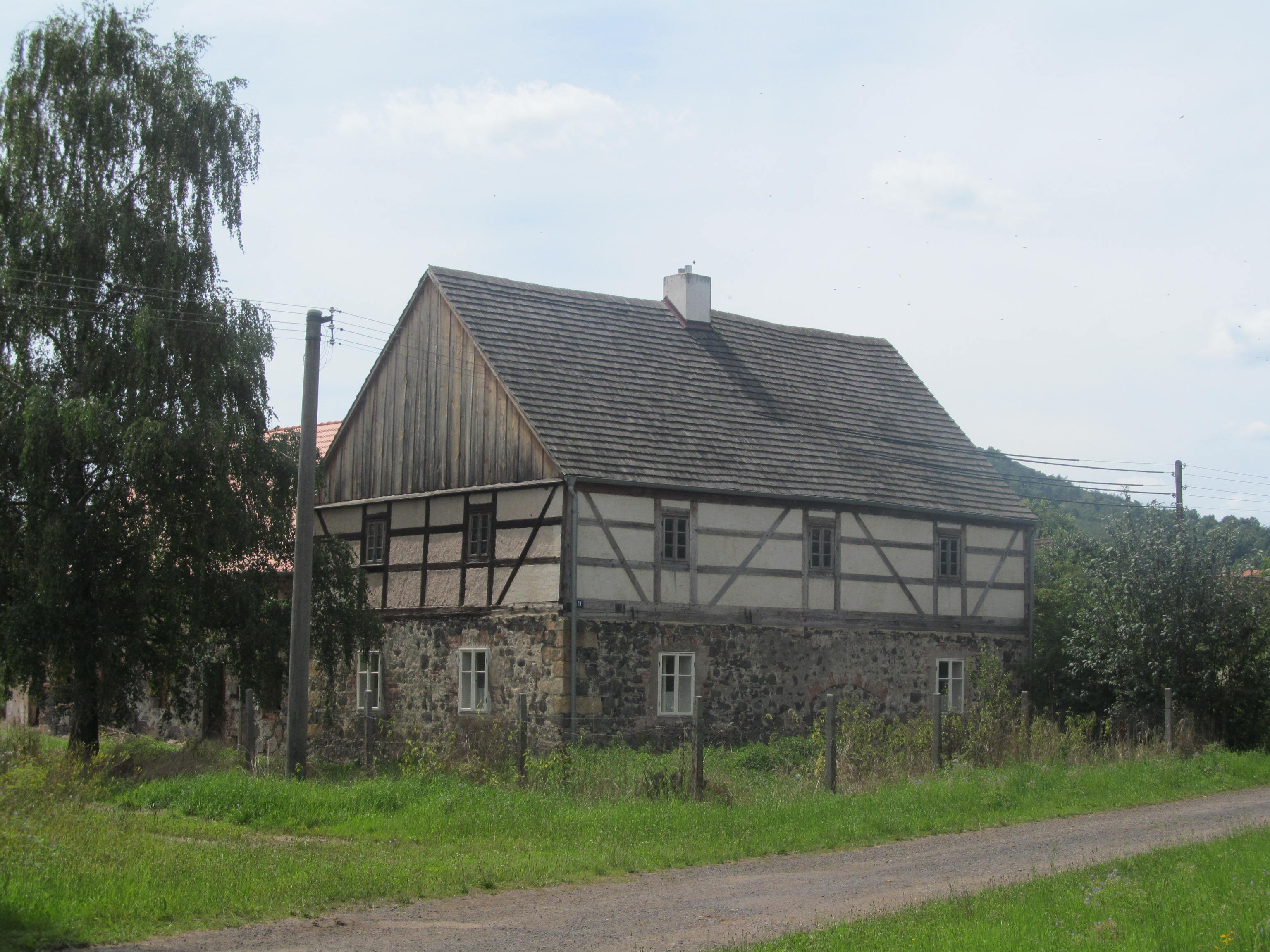
Dům čp. 13
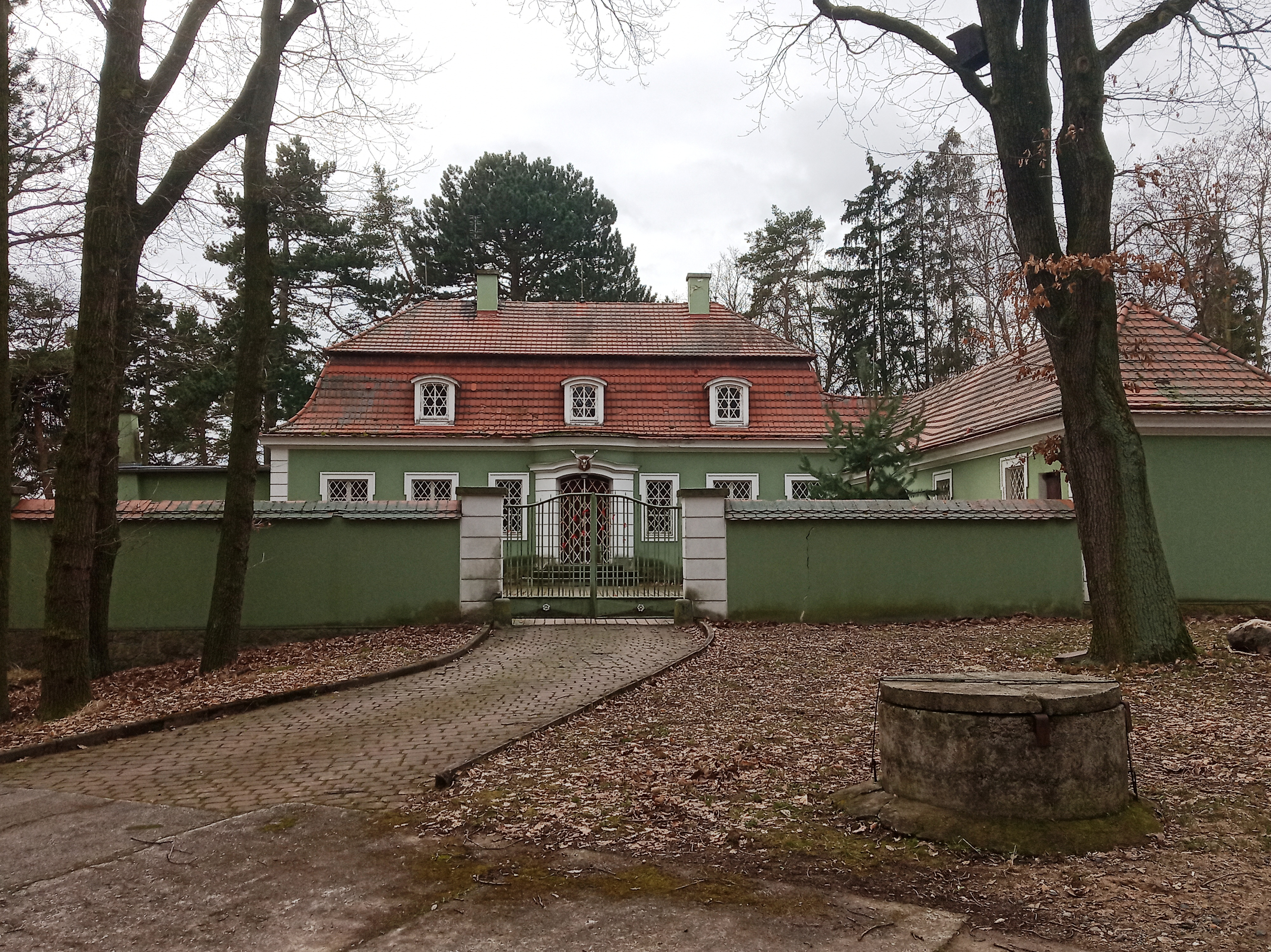
Lovecký zámeček v Kružíně
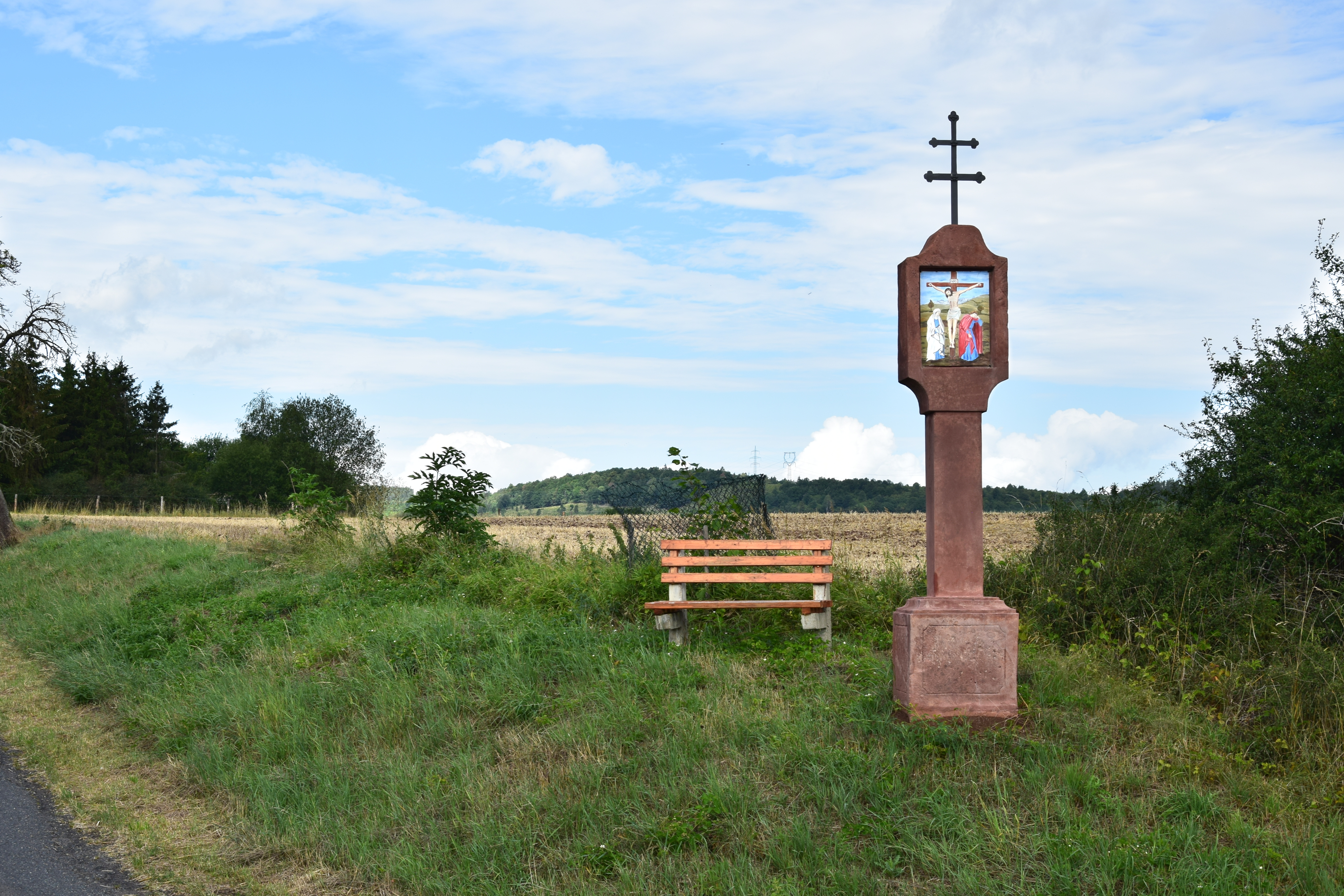
Boží muka u vsi